# SmoguS/Griffin EP
SmoguS/Griffin 10" Split EP is een zogeheten split-ep van de Sassenheimse nu-metalband Smogus en de Noordwijkse grungeband Griffin. De ep werd opgenomen in The Box Studio's in Valkenburg, Zuid-Holland, en uitgebracht in juni 2000 door WOT NXT Records op 10 inchvinyl. Met een oplage van slechts 150 stuks is de plaat volledig uitverkocht.

## Tracklist
Kant A: SmoguS
- 1. Go Away / Let Me Be
- 2. Memories

Kant B: Griffin
- 1. Not Wise Enough To Think Smart
- 2. Collish Steel Butter Maid
- 3. Picture Me

## Bandleden

### Smogus
- Daniël de Jongh - zang (als Dani)
- Wiebe v/d Ende - zang (als GVM)
- Jaap van Duijvebode - gitaar (als Sjeep)
- Arno Dreef - gitaar (als Arnd-H)
- Jeroen Bax - basgitaar (als Baxy)
- Ruben Bandstra - drums (als Seh!)

### Griffin
- Perry Kerpershoek - gitaar en zang
- Marc van de Meer - basgitaar
- Niels Vandenberg - drums

## Trivia
- Beide bands namen de nummers onafhankelijk op, echter per toeval in dezelfde studio. Pas na de opnamen werden de bands benaderd door het platenlabel.
- Smogus heeft voor het nummer Go Away / Let Me Be een promotievideo opgenomen.